# Edukacijsko-rehabilitacijski fakultet u Zagrebu
Edukacijsko-rehabilitacijski fakultet u Zagrebu (skr. ERF), jedna je od sastavnica Sveučilišta u Zagrebu, smještena na Znanstveno-učilišnomu kampusu Borongaj u Zagrebu.

## Povijest
Prethodnici fakulteta su studiji mentalne retardacije te gluhoće i govornih oštećenja pokrenuti pri Višoj pedagoškoj školi u Zagrebu šk. god. 1947./'48., tvoreći zajedno Odsjek za defektologiju. Nastavnici VPŠ-a u Zagrebu, A. Borić i T. Špoljar, u suradnji s Klubom studenata defektologije i profesorima Filozofskoga fakulteta (Z. Bujas, P. Šimleša i P. Guberina) izrađuju pripremni rad koji je uključivao elaborat o koncepciji studija defektologije na razini visokoškolske naobrazbe, nastavni plan i program te plan kadrovske strukture. Elaboratom je predložena i obrazložena potreba osnivanja Visoke defektološke škole.
Odlukom o osnivanju Visoke defektološke škole u Zagrebu Sabora Narodne Republike Hrvatske 10. srpnja 1962. utemeljena je Visoka defektološka škola u Zagrebu te je s radom počela u rujnu iste godine. Svečano je otvorena 6. veljače 1963. Za prvoga dekana izabran je Tomislav Špoljar, a prodekana Petar Matijašević. God. 1965. VDŠ primljena je u sastav Sveučilišta u Zagrebu, a te je godine i održana prva promocija profesora-defektologa. Akad. god. 1972./'73. ustrojen je poslijediplomski studij za područja oštećenja sluha i govora, čime su stvoreni preduvjeti za prerastanje Škole u Fakultet za defektologiju 1973., potvrdom Znanstveno-nastavnoga vijeća Sveučilišta. Prvi doktorat obranjen na FzD-u bila je disertacija Vladimira Stančića Adaptivni potencijal i integracija slijepih (23. travnja 1975.). Fakultet je neko razdoblje studijski surađivao sa studijima predmetne nastave Prirodoslovno-matematičkoga i Filozofskoga fakulteta u Zagrebu.
Odlukom Upravnoga vijeća Sveučilišta u Zagrebu, 14. travnja 1998. naziv fakulteta promijenjen je u današnji oblik te se od tada 14. travnja i obilježava kao Dan ERF-a. Odlukom Grada Zagreba ERF 2007. seli na sveučilišni kampus na Borongaju. Od akad. god. 2005./'06. na fakultetu se provodi bolognski model studiranja. U sklopu fakulteta od 1997. djeluje Nastavno-klinički centar, s obrazovnom (nastavnom), stručnom i znanstveno-istraživačkom djelatnošću.
Od 1965. fakultet izdaje znanstveni časopis Defektologija, čijim je sljednikom od 1996. Hrvatska revija za rehabilitacijska istraživanja. Tijekom devedesetih god. 20. st. počinju izlaziti i Logopedija i Kriminologija.

## Studiji
Na Edukacijsko rehabilitacijskom fakultetu u Zagrebu postoje tri preddiplomska, tri diplomska te tri poslijediplomska studija. Preddiplomski studiji traju tri godine te je moguće prikupiti 180 ECTS bodova. Diplomski studiji izvode se u trajanju od dvije godine i moguće je ostvariti 120 ECTS bodova. Poslijediplomski studiji dijele se na doktorski i specijalistički studij. Doktorski studij traje tri godine a broj ECTS bodova koje je moguće prikupiti iznosi 180, dok specijalistički studij traje dvije godine i tamo je moguće ostvariti najviše 120 ECTS bodova. Nazive pojedinih studijskih programa pročitajte u nastavku.

### Preddiplomski studiji
1. Preddiplomski studij Rehabilitacija - sveučilišni prvostupnik / sveučilišna prvostupnica edukacijske rehabilitacije (univ.bacc.rehab.educ). 

2. Preddiplomski studij Logopedija 

3. Preddiplomski studij Socijalna pedagogija 

### Diplomski studiji
1. Diplomski studij Edukacijska rehabilitacija 

2. Diplomski studij Logopedija 

3. Diplomski studij Socijalna pedagogija

### Poslijediplomski studiji
Doktorski studiji

1. Doktorski studij Prevencija znanosti i studij invaliditeta 

2. Doktorski studij Poremećaji jezika, govora i slušanja 
 

Specijalistički studij 

1. Specijalistički studij Rana intervencija u edukacijskoj rehabilitaciji

## Odsjeci
- Odsjek za oštećenja vida
- Odsjek za motoričke poremećaje, kronične bolesti i art-terapije
- Odsjek za inkluzivnu edukaciju i rehabilitaciju
- Odsjek za oštećenja sluha
- Odsjek za logopediju
- Odsjek za poremećaje u ponašanju
- Odsjek za kriminologiju

## Vanjske poveznice
- Službene mrežne stranica